# Dewey Martin (actor)
Dewey Martin (n. 8 decembrie 1923, Katemcy⁠(d), Comitatul Mason, Texas, Texas, SUA – d. 9 aprilie 2018, San Pedro⁠(d), California, SUA) a fost un actor american de film și televiziune.

## Biografie și carieră
Martin s-a născut în Katemcy, Texas. O parte a adolescenței sale a petrecut-o în Florence, Alabama.
A debutat în film nemenționat în Knock on Any Door (1949). A mai jucat în Creatura din altă lume (1951), alături de Kirk Douglas în The Big Sky (1952), rolul fratelui mai mic al personajului lui Humphrey Bogart în The Desperate Hours (1955) și a fost prezentat alături de Dean Martin în primul film de după era Martin and Lewis  –  faimosul Ten Thousand Bedrooms (1957) –  dar nu a devenit o vedetă cu drepturi depline.
Martin a apărut în multe producții de televiziune, printre care episodul Zona crepusculară "I Shot an Arrow Into the Air" (1960) sau episodul La Limita Imposibilului "The Premonition" (1965), co-scris de Ib Melchior.
Începând din 1960, a interpretat rolul exploratorului și pionierului american Daniel Boone în patru episoade Walt Disney Presents, o încercare nereușită de a duplica nebunia națională care a avut loc atunci când Fess Parker l-a interpretat pe Davy Crockett în aceeași serie mai mulți ani în urmă.
Martin a fost căsătorit cu cântăreața Peggy Lee timp de doi ani; căsătoria s-a încheiat cu un divorț.
Vărul său primar a fost Ross Bass, fost senator democrat de Tennessee.

## Filmografie parțială
- Knock on Any Door (1949) (nem.)
- Battleground (1949) (nem.)
- Kansas Raiders (1950)
- The Golden Gloves Story (1950)
- The Thing from Another World (1951)
- Flame of Araby (1951)
- The Big Sky (1952)
- Tennessee Champ (1954)
- Prisoner of War (1954)
- Men of the Fighting Lady (1954)
- Land of the Pharaohs (1955)
- The Desperate Hours (1955)
- The Proud and Profane (1956)
- Ten Thousand Bedrooms (1957)
- The Longest Day (1962)
- Savage Sam (1963)
- Flight to Fury (1964)
- Seven Alone (1974)

### Televiziune
- Episodul The Twilight Zone  "I Shot an Arrow Into the Air" (1960)
- EpisodulThe Outer Limits  "The Premonition" (1965)
- Patru episoade Walt Disney Presents (1960)

## Legături externe
- Dewey Martin la Internet Movie Database